# Conocybe pseudocrispa
Conocybe pseudocrispa är en svampart som tillhör divisionen basidiesvampar, och som först beskrevs av Anton Hausknecht, och fick sitt nu gällande namn av Eef J.M. Arnolds. Conocybe pseudocrispa ingår i släktet Conocybe, och familjen Bolbitiaceae. Arten har ej påträffats i Sverige.